# Социальная общность
Социа́льная о́бщность — реальное объединение людей, объективно заданное способом их устойчивой взаимосвязи, при котором они выступают (проявляют себя) как коллективный субъект социального действия.
Нередко термин «социальная общность» трактуется как слишком широкое понятие, объединяющее различные совокупности людей, для которых характерны лишь некоторые одинаковые черты, похожесть жизнедеятельности и сознания. Этимологически слово «общность» восходит к слову «общее». Философская категория «общее» — это не похожесть, не повторяемость и не одинаковость, а единство различий, связанных между собой в рамках единого целого, или единое во многом (единство многообразного).
Социальная общность выступает родовым понятием по отношению к понятию «общество». Под «обществом» (в широком смысле) понимается исторически сложившаяся общность людей. Исторически первой формой существования человеческого рода как общности явилась родовая община. В процессе исторического развития общества менялись и основные формы человеческой жизнедеятельности — социальные общности.
Социальная общность объективно задана реальным способом социальной взаимосвязи людей и отражает повседневную форму их коллективной жизнедеятельности — объединение. Социальные общности различного типа определяются тем или иным способом (типом) взаимосвязи людей. В концепции К. Маркса и Ф. Тённиса выделяются два таких типа:
1. Гемейншафт (Gemeinschaft) — общинные, или социально-органический тип связей. Это общество основано на общности, характеризующейся слитной цельностью и теснейшим внутренним единением индивидов, способных в неё войти. Здесь «единичный индивид столь же мало в состоянии отделяться от пуповины, связующей его с племенем или с общностью (Gemeinwesen), как и индивидуальная пчела — от своего улья»[2]. Традиция, авторитет, обряд, необходимость как абсолютный закон, дисциплина, порядок и добросовестность выступают как жизненный императив.
2. Гезельшафт (Gesellschaft) — общественные, или социально-атомистический тип связей. Общество, где индивиды внутренне разъединены, притязают каждый быть внутри себя самодовлеющими и вступают лишь во внешние связи. «Каждый обслуживает другого, чтобы обслужить самого себя; каждый взаимно пользуется другим как своим средством, каждый достигает своей цели лишь поскольку он служит средством для другого и только будучи для себя самоцелью…»[3].

Первый тип взаимосвязи людей характерен для архаического (первобытнообщинного) и традиционного (рабовладельческого, феодального) общества, второй — для общества индустриального типа (капиталистического).
При более детальной типологизации выделяются следующие типы связей: органический (психофизиологический), социально-органический, цививилизационный, формационный и социокультурный.
Данные типы связи возникли в социогенезе в процессе исторического развития общества:
- В доисторическую эпоху люди взаимодействовали как существа природы — физически, биохимически, психофизиологически, поэтому тип связи носит название «органический».
- История общества начинает свой отсчёт с архаической эпохи. Но это вовсе не означает, что до этого они не были взаимосвязаны, их связь поддерживалась биологически — генетически, психофизиологически. Люди не создавали и не создают каких-то принципиально иных, кардинально отличающихся от органических, социальных способов взаимосвязи, а на уже на подготовленном природой субстрате начинают надстраивать другие — социальные. Поэтому результирующая получила название «социально-органический» способ взаимосвязи людей. В этот период формируются матримониальные (семейно-брачные) и этнические общности.
- По мере вступления человечества в эпоху цивилизации, связанную с дальнейшим разделением труда и появлением новых форм организационно-хозяйственной деятельности, формируется и новое «кольцо» на «древе» способов взаимосвязей — «цивилизационное». Это исторически совпадает с формированием общества аграрного, традиционного типа. Начало эпохи цивилизации связано с началом формирования профессиональных, сословно-корпоративных, конфессиональных общностей.
- Следующий «виток» истории — «формационный», связанный с формированием современных форм организационно-хозяйственной жизни — таких как, собственно, экономика и политика, основанных на рыночных и плановых механизмах регулирования, и появлением таких социальных общностей как классы, вначале как экономические, позже как политические, в конечном счёте — социальных классов.
- Современная тенденция проявляет себя таким образом, что на различных пластах «социальности» формируется новый «социокультурный» (социально-коммуникационный) тип связи — основа нового информационного общества и его социальных сообществ.
- В своём онтогенезе в процессе социализации человек повторяет социогенез — включается, овладевает и наращивает на уже имеющийся, накопленный «пласт» новый «пласт» способов его взаимосвязи с другими людьми.

Общности разных видов и типов — это формы человеческого общежития, совместной жизнедеятельности людей, отличающихся в той или иной мере общностью социальных норм, ценностных систем и интересов, и благодаря этому — более или менее одинаковыми свойствами (во всех или некоторых аспектах жизнедеятельности) условий и образа жизни, сознания, психологических черт.
Для социальных общностей характерно не только наличие общих объективных характеристик, но и по сравнению с другими человеческими множествами осознание своего единства через развитое чувство общей связи и принадлежности. Восприятие и осознание этой связи реализуется как биполярность «мы — они» (через оппозицию «свои» — «чужие»).
Люди одновременно являются членами различных общностей, с разной степенью внутреннего единства. Поэтому часто единство в одном (например, в национальной принадлежности) может уступить место различию в другом (например, в классовой принадлежности).
Часто под социальной общностью понимают классификацию людей. Классификация — это объединение людей на основе ряда общих признаков, их совпадения, повторяемости (и здесь не важно как их определяют — существенными, значимыми — скорее всего для самого классификатора). В то время как социальная общность — форма реальной коллективной жизнедеятельности людей, которая представляет собой объединение, основанное на объективно заданном способе взаимосвязи, при котором они проявляют солидарные действия как целерационально, осуществляя калькуляцию выгод «мы» перед «другими», так и стереотипно, аффективно и ценностно-рационально — рутинно, с чувствами и верой в это. Признаки схожести и различия выступают поэтому вторичными по отношению к ним.
Социальные общности могут классифицироваться по различным основаниям — формирующиеся в сфере общественного производства (классы, профессиональные группы), образующиеся на этнической основе (народности, нации), вырастающие на основе демографических (половозрастные общности), семейно-брачных объединений людей.
Нередко неверная классификация социальных общностей оборачивается тем, что к последним относят тех, кто таковыми не является — социальные категории, практические группы и социальные совокупности как различные агрегатные состояния человеческого множества. Такие человеческие множества принято подразделять на мнимые (псевдо)общности, контактные (квази)общности (диффузные группы) и групповые общности (практические группы).
В классификации социальных общностей выделяются социально-поселенческие, территориальные, демографические, матримониальные (семейно-брачные), этнические, конфессиональные (религиозные), профессиональные, производственные, культурно-образовательные, досугово-коммуникативные, статусно-ролевые, социально-классовые и другие виды социальных общностей.
Социальные классы
Классовая стратификация характерна для открытых обществ. Она существенно отличается от кастовой и сословной стратификации. Эти отличия проявляются в следующем:
- классы не создаются на основе правовых и религиозных норм, членство в них не основано на наследственном положении;
- классовые системы более подвижны, и границы между классами не бывают жёстко очерчены;
- классы зависят от экономических различий между группами людей, связанных с неравенством во владении и контроле над материальными ресурсами;
- классовые системы осуществляют, в основном, связи внеличностного характера. Главное основание классовых различий — неравенство между условиями и оплатой труда — действует применительно ко всем профессиональным группам как результат экономических обстоятельств, принадлежащих экономике в целом;
- социальная мобильность значительно проще, чем в других стратификационных системах, формальных ограничений для неё не существует, хотя мобильность реально сдерживается стартовыми возможностями человека и уровнем его притязаний.

Классы можно определить как большие группы людей, отличающиеся по своим общим экономическим возможностям, которые значительно влияют на типы их стиля жизни.
Наиболее влиятельные теоретические подходы в определении классов и классовой стратификации принадлежат К. Марксу и М. Веберу. М. Вебер определил классы как группы людей, имеющих сходную позицию в рыночной экономике, получающих сходное экономическое вознаграждение и располагающих сходными жизненными шансами.
Классовые разделения проистекают не только от контроля за средствами производства, но и от экономических различий, не связанных с собственностью. Такие источники включают в себя профессиональное мастерство, редкую специальность, высокую квалификацию, владение интеллектуальной собственностью и прочее. Вебер дал не только классовую стратификацию, считая её лишь частью структурирования, необходимого для сложного по устройству капиталистического общества. Он предложил трёхмерное деление, если экономические различия (по богатству) порождают классовую стратификацию, то духовные (по престижу) — статусную, а политические (по доступу к власти) — партийную. В первом случае речь идёт о жизненных шансах социальных слоёв, во втором — об образе и стиле их жизни, в третьем — о владении властью и влиянии на неё. Большинство социологов считает веберовскую схему более гибкой и соответствующей современному обществу.